# I figli del divorzio (film 1927)
I figli del divorzio (Children of Divorce) è un film muto del 1927 diretto da Frank Lloyd e, non accreditato, Josef von Sternberg. All'epoca, Sternberg era assistente regista alla Paramount. Secondo fonti moderne, avrebbe diretto alcune sequenze del film, inclusa la scena della morte.
Il soggetto è tratto dal romanzo Children of Divorce (Boston, 1927) di Owen Johnson.

## Trama
Jean Waddington e Ted Larrabee sono cresciuti insieme nell’alta società, figli dei genitori divorziati. La maggior parte dei loro amici ha atteggiamenti cinici nei confronti dell'amore e del matrimonio, ma Jean e Ted sono più seri riguardo alla questione. In effetti, Jean si è innamorata di Ted, che un giorno le propone il matrimonio. Sapendo tuttavia che il padre di Ted era infedele a sua moglie e un irresponsabile, Jean gli chiede di mettersi alla prova prima di accettare la sua proposta. Presto Ted inizia un'attività e apre un ufficio nell'edificio dove lavora la loro amica Kitty Flanders. Anche Kitty è figlia di genitori divorziati.
Una sera Kitty organizza una festa selvaggia e Ted prende parte alla baldoria. Alla festa, Kitty incontra il principe Ludovico de Saxe ed è immediatamente attratta da lui. Il principe ricambia il suo affetto ma il guardiano del principe, il duca Henri de Goncourt, impedisce ai due di vedersi perché Kitty non appartenente alla loro classe sociale. Cresciuta da una madre che ha sempre insistito perché sposasse un uomo benestante, Kitty ha messo gli occhi su Ted, anche se sa che Ted e la sua cara amica Jean si amano. Dopo una sera di grandi bevute, con l’inganno Kitty si fa sposare da Ted, pur non amandolo.
Disperatamente infelice, Ted assicura a Jean che chiederà il divorzio prima possibile. Non volendo che gli errori dei genitori si ripetano, Jean rifiuta di sposarlo se divorzia e si imbarca per l'Europa. L'arrivo di un bambino fa poco per il matrimonio, e Ted evita di passare il tempo con la moglie indesiderata. Qualche tempo dopo Kitty, Ted e la loro bambina fanno visita al principe di cui Kitty si era innamorata. Kitty ricorda i suoi sentimenti e sogna un giorno di sposare il principe. Quando apprende che lui non può sposare una donna divorziata, si avvelena. Sul letto di morte, Kitty dice le sue ultime parole a Jean, lasciandole in custodia sua figlia.

## Produzione
Il film fu prodotto dalla Famous Players-Lasky Corporation. Venne girato in California ai Paramount Studios al 5555 di Melrose Avenue (Hollywood), a Del Monte e a Pasadena dal 26 novembre 1926 al 15 gennaio 1927

## Distribuzione
Distribuito dalla Paramount Pictures, uscì nelle sale cinematografiche statunitensi il 25 aprile 1927.